# Prostitution au Suriname
La prostitution au Suriname est illégale mais répandue et les lois sont rarement appliquées. La traite des êtres humains et la prostitution enfantine sont des problèmes dans le pays. Les prostituées sont connues localement sous le nom de «motyo». L'ONUSIDA estime qu'il y a 2 228 prostituées dans le pays. 
Bien que la prostitution soit illégale, le pays délivre des permis de travail temporaires aux prostituées migrantes qui traversent le Suriname pour se rendre dans un autre pays.
Les prostituées louent souvent des chambres dans des hôtels et attirent les clients dans le bar de l'hôtel ou à l'extérieur de l'hôtel.

## Forces de l'ordre
La prostitution est généralement tolérée et les lois l'interdisant ne sont pas appliquées. Les lois qui tendent à être appliquées, au moins dans une certaine mesure, sont celles qui interdisent la traite des êtres humains, la prostitution des enfants et la sollicitation en dehors des zones non officiellement tolérées.
Les bordels sont généralement tolérés sauf en cas de problème ou si des femmes y travaillent contre leur gré. La police visite régulièrement les bordels et peut agir comme intermédiaire dans les différends entre les prostituées et les propriétaires de bordels. La police travaille parfois comme «conseillers» dans les bordels et aide à obtenir des visas de travail pour les femmes.

## Quartiers chauds
Dans la capitale Paramaribo, le quartier chaud est situé dans le quartier de Watermolenstraat, Timmermanstraat, Hoek Hogestraat, Zwartenhovenbrugstraat et Crommelinstraat. Ces rues sont connues pour la prostitution de rue. Les professionnel(le)s du sexe, principalement issus du Guyana, sont parfaitement visibles.

## Extraction d'or
Dans l'intérieur du Suriname, il existe un certain nombre de mines d'or officielles et non officielles. Beaucoup d'hommes travaillent dans les mines, en particulier des Brésiliens. Dans les zones minières, il y a un grand nombre de prostituées pour répondre aux besoins des mineurs. Il y a beaucoup de femmes étrangères qui viennent travailler dans les champs aurifères (brésiliennes, dominicaines, guyaniennes et françaises) ainsi que des prostituées surinamaises. Les prostituées brésiliennes peuvent gagner trois fois plus dans la zone minière qu'elles ne le peuvent chez elles. Certaines femmes accepteront le paiement en pépites d'or. Il existe des preuves de prostitution enfantine dans la région.
Les prostituées vivent généralement dans des «camps de femmes», une série de huttes, à proximité des camps miniers où les femmes vivent et reçoivent leurs clients. Il y a aussi des bars autour des camps miniers, les prostituées de ces bars sont généralement recrutées et employées par le propriétaire. Certains mineurs ont une prostituée comme «épouses temporaires» pendant une période de 3 mois. Les femmes s'occupent des besoins domestiques du mineur ainsi que de leurs besoins sexuels. Cet arrangement est généralement passé par un contremaître des mines qui recrute et paie des femmes du Brésil en échange de 10% du salaire du mineur.
En 2011, le gouvernement a introduit un programme d'enregistrement de tous les travailleurs des zones minières, y compris les travailleurs du sexe. L'objectif était de permettre au gouvernement de percevoir les impôts des travailleurs.

## Trafic sexuel
Le Suriname est principalement un pays de destination et de transit pour les hommes, les femmes et les enfants victimes de la traite transnationale à des fins d'exploitation sexuelle commerciale et de travail forcé. C'est également un pays d'origine pour les filles surinamaises mineures, et de plus en plus les garçons, victimes de la traite interne à des fins d'exploitation sexuelle. Certains de ces enfants sont trafiqués dans le commerce du sexe autour des camps de mines d'or à l'intérieur du pays. Des filles et des femmes étrangères du Guyana, du Brésil, de la République dominicaine et de la Colombie sont trafiquées au Suriname à des fins d'exploitation sexuelle commerciale; certains transitent par le Suriname en route vers l'Europe.
Selon le "Trafficking in Persons Report", certaines femmes chinoises se prostituent dans des salons de massage et des bordels au Suriname.
Le Bureau de surveillance et de lutte contre la traite des personnes du département d'État des États-Unis classe le Suriname parmi les pays de la « liste de surveillance de niveau 2 ».